# Siegfried Polack

Siegfried Polack

Siegfried (oder Siegfrid) Polack (* 31. Juli 1899 in Sommerfeld; † 27. Dezember 1944 bei Budapest) war ein deutscher Politiker (NSDAP).
Nach dem Besuch des Realgymnasiums und der Ausbildung in einer Kadettenanstalt nahm Siegfried Polack als Offizier am Ersten Weltkrieg teil. Nach Kriegsende arbeitete er als Kaufmann und Schriftleiter.
Zum 1. Februar 1928 trat Polack in die NSDAP ein (Mitgliedsnummer 75.148), in der er ab 1933 das Amt des Gaugeschäftsführers in Nowawes bekleidete, und ab 1932 war er Mitglied der SS (SS-Nummer 25.720). Zwei Monate nach seinem Beitritt zur SS wurde er zum SS-Sturmbannführer ernannt. Er blieb Gaugeschäftsführer, bis er am 30. November 1935 vom Reichsführer SS Heinrich Himmler zum SS-Mann degradiert und zeitgleich aus der SS ausgestoßen wurde. Von November 1933 bis März 1936 saß er zudem als Abgeordneter der NSDAP für den Wahlkreis 4 (Potsdam I) im Reichstag. Nachdem er am Zweiten Weltkrieg teilgenommen hatte, wurde er 1943 erneut in die SS aufgenommen. Er war von September bis November 1943 beim SS-Grenadier-Ersatzbataillon 31 und wurde anschließend zur SS-Sondereinheit Dirlewanger versetzt. Er fiel Ende 1944 nördlich von Budapest.